# Björn Gunnlaugsson
Pour les articles homonymes, voir Gunnlaugsson.
Björn Gunnlaugsson, né le 25 septembre 1788 à Tannstaðir et mort le 17 mars 1876 à Reykjavik, est un mathématicien et cartographe islandais. 

## Biographie
Professeur au lycée de Bessastaðir, entre 1831 et 1848, à la demande de la Société littéraire d'Islande, il dresse une carte topographique de l'Islande, en quatre feuilles, à l'échelle 1:480 000. Publiée sous la direction d'Olaf Nikolas Olsen, à Copenhague, elle est rééditée en une feuille à l'échelle 1:960 000 en 1849. Pour ce travail, Björn Gunnlaugsson reçoit en 1846 l'ordre de Dannebrog, et par la suite la Légion d'honneur.
On lui doit aussi des poésies mystiques : Njóla (Nuits) (1842)